# Sant Pere Màrtir (Eroles)
Sant Pere Màrtir és una capella d'època moderna, barroca o posterior, del terme de Fígols de Tremp, actualment englobat en el de Tremp.
Està situada al sud-oest del poble d'Eroles, al costat de llevant de la carretera local que hi mena des de la C-1311.

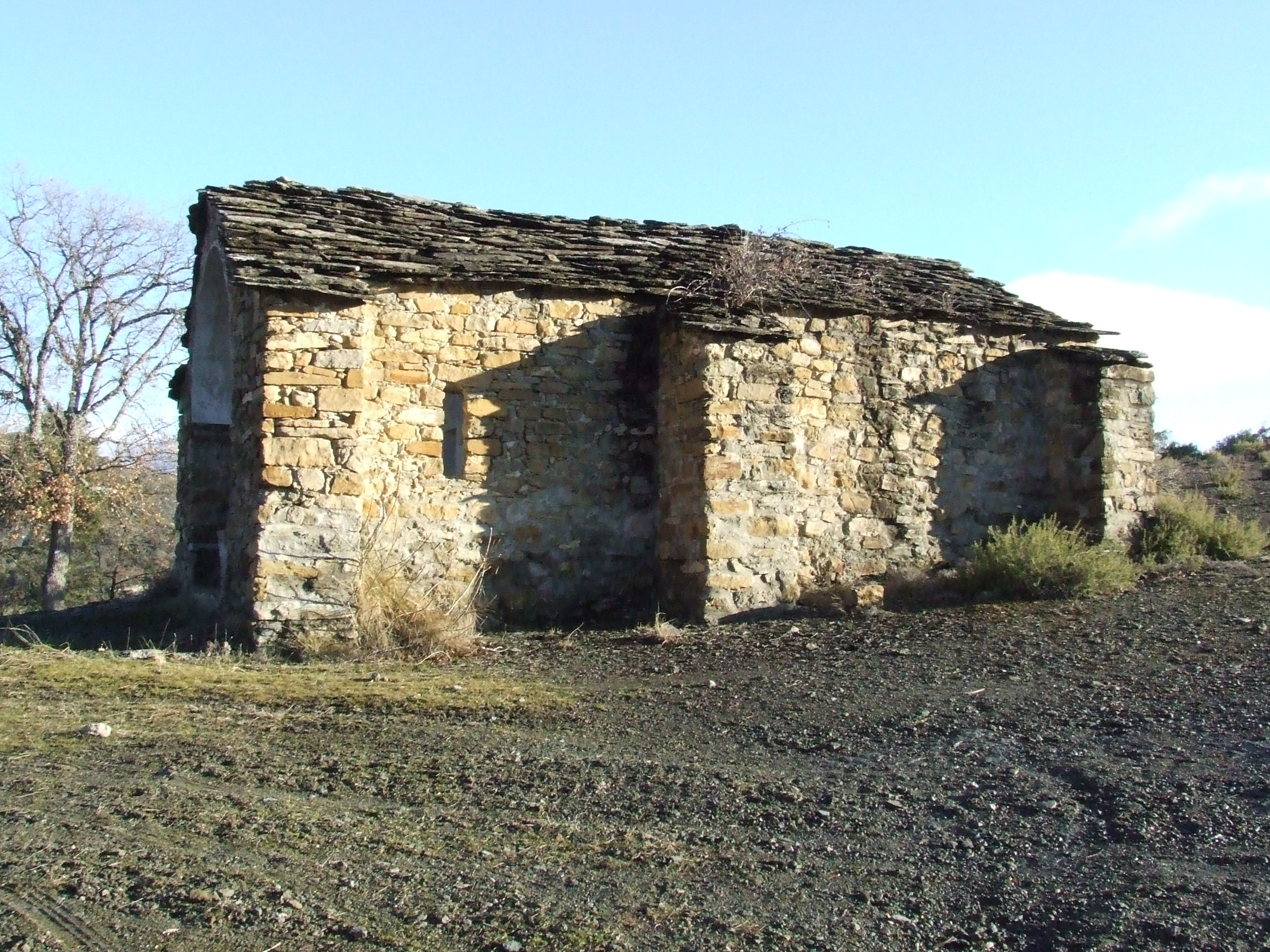
Sant Pere Màrtir, façana sud

És una capella senzilla, d'una sola nau capçada per un absis al costat de llevant. Al davant de la porta, al costat de ponent, hi ha un porxo senzill, amb un banc a cada banda, i uns espiells que donen a l'interior de la nau.
Per la planta i l'orientació, coincideix amb les esglésies romàniques, però l'aparell constructiu, força més tardà, remet a l'època barroca, dins del que eren les construccions populars de l'època moderna.